# クールベ (小惑星)
クールベ (8238 Courbet) は小惑星帯にある小惑星。パロマー天文台のトム・ゲーレルスとライデン天文台のファン・ハウテン夫妻が発見した。
19世紀フランスの写実主義の画家ギュスターヴ・クールベに因んで名付けられた。